# إدوارد في. بابكوك
إدوارد في. بابكوك هو سياسي أمريكي، ولد في 31 يناير 1864 في مقاطعة أوسويغو في الولايات المتحدة، وتوفي في 2 سبتمبر 1948 في Shadyside (Pittsburgh) ‏ في الولايات المتحدة. انتخب عمدة بيتسبرغ ‏ (7 يناير 1918 – 2 يناير 1922).